# سینماهای لندمارک
سینماهای لندمارک (انگلیسی: Landmark Theatres) یک گروه سینمایی در ایالات متحده آمریکا است.
این شرکت که در سال ۱۹۷۴ تأسیس شده دارای ۵۳ مجموعه سینمایی و ۲۵۵ سالن است.

## شهرها
- آپتوس، کالیفورنیا
- آلبانی، کالیفرنیا
- آلبانی، نیویورک
- آتلانتا
- بالتیمور
- بتزدا، مریلند
- برکلی، کالیفرنیا
- بوستون
- شیکاگو
- دالاس
- دنور
- دیترویت
- ادینا، مینه‌سوتا
- هیوستون
- ایندیاناپلیس
- لس آنجلس
- میلواکی، ویسکانسین
- مینیاپولیس
- نیویورک
- اوکلند، کالیفرنیا
- پالو آلتو، کالیفرنیا
- پئوریا، ایلینوی
- فیلادلفیا
- سن دیگو
- سان فرانسیسکو
- سن خوزه، کالیفرنیا
- سانتا کروز، کالیفرنیا
- شورلاین، واشینگتن
- سنت لوئیس، میزوری
- واشینگتن، دی.سی.